# Les Hayes
Pour les articles homonymes, voir Les Hayes (homonymie).
Les Hayes sont une commune française située dans le département de Loir-et-Cher, en région Centre-Val de Loire et fait partie de la Communauté d'agglomération Territoires Vendômois.
Localisée au nord-ouest du département, la commune fait partie de la petite région agricole « la Gâtine tourangelle », constituée de plateaux séparés par des vallées souvent étroites.
L'occupation des sols est marquée par l'importance des espaces agricoles et naturels qui occupent la quasi-totalité du territoire communal. Aucun espace naturel présentant un intérêt patrimonial n'est toutefois recensé sur la commune dans l'inventaire national du patrimoine naturel. En 2010, l'orientation technico-économique de l'agriculture sur la commune est la culture des céréales et des oléoprotéagineux. À l'instar du département qui a vu disparaître le quart de ses exploitations en dix ans, le nombre d'exploitations agricoles a fortement diminué, passant de 42 en 1988, à 14 en 2000, puis à 12 en 2010.
Avec 176 habitants en 2017, la commune fait partie des 37 communes les plus faiblement peuplées de Loir-et-Cher.

## Géographie

### Localisation et communes limitrophes
La commune des Hayes se trouve au nord-ouest du département de Loir-et-Cher, dans la petite région agricole de la Gâtine tourangelle,. À vol d'oiseau, elle se situe à 43,6 km  de Blois, préfecture du département, à 23,3 km de Vendôme, sous-préfecture, et à 7,5 km de Montoire-sur-le-Loir, chef-lieu du canton de Montoire-sur-le-Loir dont dépend la commune depuis 2015. La commune fait en outre partie du bassin de vie de Montoire-sur-le-Loir.
Les communes les plus proches sont : 
Ternay (1,5 km), Montrouveau (3,7 km), Saint-Martin-des-Bois (4 km), Artins (4,2 km), Les Essarts (4,7 km), Les Hermites (6 km)(37), Saint-Jacques-des-Guérets (6,4 km), Sougé (6,9 km) et Troo (7 km).
Cette commune à vocation essentiellement agricole est constituée d'un petit bourg avec une vingtaine de maisons regroupées à proximité de l'église et du château, et d'environ 50 hameaux dispersés sur tout le territoire. Sa superficie est de 15,7 km2 et l'altitude est comprise entre 93 m et 156 m.
Les Hayes sont situés à 10 km de Montoire-sur-le-Loir (chef-lieu de canton), 28 km de Vendôme (sous-préfecture) 58 km de Blois (préfecture). La grande ville la plus proche est Tours (45 km).
Avant la Révolution, la paroisse des Hayes était du doyenné de Trôo, de l'élection de Château-du-Loir, du bailliage de Vendôme. En 1791, la commune des Hayes fit partie du canton de Villedieu-le-Château.
|             | Ternay                      |                       |
| Montrouveau | Hayes                       | Saint-Martin-des-Bois |
|             | Les Hermites Indre-et-Loire |                       |

### Hydrologie
Le ruisseau La Cendrine qui prend sa source au lieu-dit Les Fontaines de Bure, traverse en partie Les Hayes puis rejoint Le Merdron à Ternay pour former Le Clair Ondin et rejoint Le Loir.
La ressource hydrogéologique est constituée par la nappe du cénomamien.

### Géologie
Les Hayes se trouvent sur l'auréole sédimentaire ouest du bassin parisien  avec :
- sur le plateau au sud et à l'est des limons des plateaux sur substrat éocène détritique
- vers la vallée du Loir au nord des argiles et des argiles à silex (crétacé - éocène inférieur)
- à l'est et nord-est des galets sables perrons et argiles à silex (crétacé - éocène)
- dans la vallée de la Cendrine du tuffeau blanc et jaune (turonien)

### Hydrographie
La commune est drainée par le Cendrine (4,112 km) et par divers petits cours d'eau, constituant un réseau hydrographique de 10,83 km de longueur totale[réf. nécessaire].
Le Cendrine, d'une longueur totale de 11,7 km, prend sa source dans la commune des Hayes et se jette  dans un bras du Loir à Ternay, après avoir traversé 2 communes. 
Sur le plan piscicole, ce cours d'eau est classé en première catégorie, où le peuplement piscicole dominant est constitué de salmonidés (truite, omble chevalier, ombre commun, huchon).

### Climat
Pour des articles plus généraux, voir Climat du Centre-Val de Loire et Climat de Loir-et-Cher.
En 2010, le climat de la commune est de type climat océanique dégradé des plaines du Centre et du Nord, selon une étude du CNRS s'appuyant sur une série de données couvrant la période 1971-2000. En 2020, Météo-France publie une typologie des climats de la France métropolitaine dans laquelle la commune est exposée à un climat océanique altéré et est dans la région climatique Moyenne vallée de la Loire, caractérisée par une bonne insolation (1 850 h/an) et un été peu pluvieux.
Pour la période 1971-2000, la température annuelle moyenne est de 11,3 °C, avec une amplitude thermique annuelle de 15,2 °C. Le cumul annuel moyen de précipitations est de 684 mm, avec 11 jours de précipitations en janvier et 7 jours en juillet. Pour la période 1991-2020, la température moyenne annuelle observée sur la station météorologique de Météo-France la plus proche, sur la commune de Saint-Laurent-en-Gâtines à 14 km à vol d'oiseau, est de 11,6 °C et le cumul annuel moyen de précipitations est de 769,1 mm,. Pour l'avenir, les paramètres climatiques de la commune estimés pour 2050 selon différents scénarios d'émission de gaz à effet de serre sont consultables sur un site dédié publié par Météo-France en novembre 2022.

### Milieux naturels et biodiversité
Aucun espace naturel présentant un intérêt patrimonial n'est recensé sur la commune dans l'inventaire national du patrimoine naturel,,.

## Urbanisme

### Typologie
Au 1er janvier 2024, Les Hayes sont catégorisés commune rurale à habitat très dispersé, selon la nouvelle grille communale de densité à sept niveaux définie par l'Insee en 2022.
Elle est située hors unité urbaine. Par ailleurs la commune fait partie de l'aire d'attraction de Montoire-sur-le-Loir, dont elle est une commune de la couronne,. Cette aire, qui regroupe 11 communes, est catégorisée dans les aires de moins de 50 000 habitants,.

### Voies de communication
La commune est traversée par les routes départementales 8 et 116. L'autoroute la plus proche est à 29 km (A10 - sortie 18).
La gare TGV la plus proche est la gare de Vendôme-Villiers (27 km), elle est à 42 min de la gare Paris-Montparnasse.

### Habitat et logement
Le tableau ci-dessous présente la typologie des logements aux Hayes en 2016 en comparaison avec celle du Loir-et-Cher et de la France entière. Une caractéristique marquante du parc de logements est ainsi une proportion de résidences secondaires et logements occasionnels (27,6 %) supérieure à celle du département (18 %) et à celle de la France entière (9,6 %). Concernant le statut d'occupation de ces logements, 85,2 % des habitants de la commune sont propriétaires de leur logement (82,1 % en 2011), contre 68,1 % pour le Loir-et-Cher et 57,6 pour la France entière.
|                                                         | Les Hayes | Loir-et-Cher | France entière |
| ------------------------------------------------------- | --------- | ------------ | -------------- |
| Résidences principales (en %)                           | 66,5      | 74,5         | 82,3           |
| Résidences secondaires et logements occasionnels (en %) | 27,6      | 18           | 9,6            |
| Logements vacants (en %)                                | 5,9       | 7,5          | 8,1            |

### Risques majeurs
Le territoire communal des Hayes est vulnérable à différents aléas naturels : ), climatiques (hiver exceptionnel ou canicule), mouvements de terrains ou sismique (sismicité très faible),.

#### Risques naturels
Les mouvements de terrains susceptibles de se produire sur la commune sont soit liés au retrait-gonflement des argiles, soit des chutes de blocs, soit des glissements de terrains, soit des effondrements liés à des cavités souterraines. Le phénomène de retrait-gonflement des argiles est la conséquence d'un changement d'humidité des sols argileux. Les argiles sont capables de fixer l'eau disponible mais aussi de la perdre en se rétractant en cas de sécheresse. Ce phénomène peut provoquer des dégâts très importants sur les constructions (fissures, déformations des ouvertures) pouvant rendre inhabitables certains locaux. La carte de zonage de cet aléa peut être consultée sur le site de l'observatoire national des risques naturels Georisques. Une autre carte permet de prendre connaissance des cavités souterraines localisées sur la commune.

## Toponymie
Attestée sous les formes de :
- Cipidus, Sipidus (Sipidus supra fluvium Lido) VIIIe siècle
- Cipetum super fluvium Liz, 837
- Septo, XIe siècle
- Sepes, 1256
- Parochia de Haiis
- Les Hayes
- Les Haies

Haie peut signifier une rangée d'arbres servant de clôture mais aussi la lisière de la forêt (la forêt de Gâtines)

## Histoire
Jusqu'au début du Moyen Âge, la forêt de Gâtines recouvrait en grande partie la commune des Hayes et s'étendait bien au-delà des communes limitrophes. Cette forêt  était à l'époque gauloise une région isolée appelée marche qui séparaient deux peuples gaulois:
- les Turones au sud, établis en Touraine avec Tours pour capitale
- les Aulerques Cénomans au nord ouest, établis dans le Maine avec Le Mans pour capitale

Le territoire de ces derniers s'étendait jusque dans la vallée du Loir, Les Hayes se trouvant en bordure du territoire cénomans.
De l'occupation romaine, il reste des vestiges de fossés ou retranchements d'un ancien camp romain au hameau du Chatelier. Près de là, une voie romaine reliant Tours à Chartres passait entre les hameaux de l'Aitre-Bodin et l'Aitre-Saulue puis se dirigeait vers Ternay, Artins et Sougé où il y avait un camp romain. Une autre voie romaine venant de Ternay remontait vers les hameaux des Vallées et La Touche puis se dirigeait vers Prunay-Cassereau, Blois. Cette voie reliait Le Mans à Blois.
Au Ve siècle les invasions germaniques font disparaître l'empire romain et les mérovingiens s'installent. Childebert, le fils de Clovis, réside régulièrement avec son épouse Ultrogoth au château de Matval dans le village voisin de Bonneveau.
Joseph, évêque du Mans de 785 à 794, achète un domaine aux Hayes. Par la suite Aldric, issu de la cour de Charlemagne, est nommé évêque du Mans de 832 à 856. Il contribue à donner une certaine prospérité dans la région. il crée de nombreuses fermes dans le Bas-Vendômois dont une à Cipetum (Les Hayes) vers 837.
La succession de Charlemagne entraîna des désordres et les envahisseurs normands en profitèrent pour se livrer au massacre des populations et pillage. Il ne resta rien des exploitations agricoles fondées par Aldric., les champs redevinrent des landes incultes.
C'est à cette époque que se met en en place le système féodal, les hommes d'armes deviennent seigneurs des terres qu'ils protègent et se mettent sous la protection de seigneurs plus puissants. Au XIe siècle un certain Ottrad père de Salomon possédait Les Hayes et Artins.
Le premier seigneur des Hayes connu est Geoffroy des Hayes. Il céda en 1227 au monastère de l'Étoile à Authon le patronage sur l'église à la condition que l'abbaye fournisse le religieux qui desservirait la cure unie à celle de la chapelle de la Roche-Perdriel (La Roche) aujourd'hui appelée Notre Dame de Lorette ou Sainte-Lorette.
La seigneurie des Hayes resta dans la zone d'influence du comté puis duché de Vendôme soit directement au château de Vendôme soit celui de Lavardin. Elle passa aux mains de différentes familles à la suite de mariages, de ventes ou pour des raisons plus obscures. Parmi ces familles on trouve les Roussel ou Rousselet, des Touches, Bueil et Coningham.
En 1584 le seigneur de Ternay, Charles du Plessis devient aussi seigneur des Hayes et les terres resteront réunies jusqu'à la Révolution. En 1634 le fils Roger du Plessis, duc de la Roche-Guyon et comte de Beaumont-sur-Oise, vendit les châteaux et terres des Hayes et de Ternay à César de Vendôme fils de Henri IV et Gabrielle d'Estrées, qui les donna aussitôt à son fidèle serviteur et ami Claude II du Bellay (vers 1612-1692 ; fils de Claude Ier du Bellay de Drouilly (1566-1622), gentilhomme attaché à Gabrielle puis son fils César), seigneur de Drouilly-en-Brie.
Claude du Bellay devint gouverneur de Vendôme et partagea son temps entre Les Hayes et Vendôme jusqu'en 1660, quand il se retira au manoir de la cour à Ternay. Il mourut en 1692 et fut inhumé aux Hayes près de son épouse.
Son fils François lui succéda. Contraint de vendre sa terre de Drouilly en Brie, il demanda à changer le nom des Hayes en Drouilly, mais seul le château prit le nom de Drouilly. Le nom des du Bellay resta attaché au château jusqu'en 1744, date du mariage de la dernière descendante du Bellay avec Guillaume Antoine de Montigny.
Après la Révolution la famille de Montigny possédait toujours le château qui par mariage fut transmis aux Labbé de Montais.
En 1675 trois habitants des Hayes décédèrent des suites de morsures d'un loup enragé.
Le 3 octobre 1871 une tornade (trombe) fit de gros dégâts sur Les Hayes: arbres arrachés, toitures envolées. Des éléments de toitures furent retrouvés jusqu'en forêt de Prunay.
Sources,,:

## Politique et administration

### Découpage territorial
La commune des Hayes est membre de la Communauté d'agglomération Territoires Vendômois, un établissement public de coopération intercommunale (EPCI) à fiscalité propre créé le 1er janvier 2017.
Elle est rattachée sur le plan administratif à l'arrondissement de Vendôme, au département de Loir-et-Cher et à la région Centre-Val de Loire, en tant que circonscriptions administratives. Sur le plan électoral, elle est rattachée au canton de Montoire-sur-le-Loir depuis 2015 pour l'élection des conseillers départementaux et à la troisième circonscription de Loir-et-Cher pour les élections législatives.

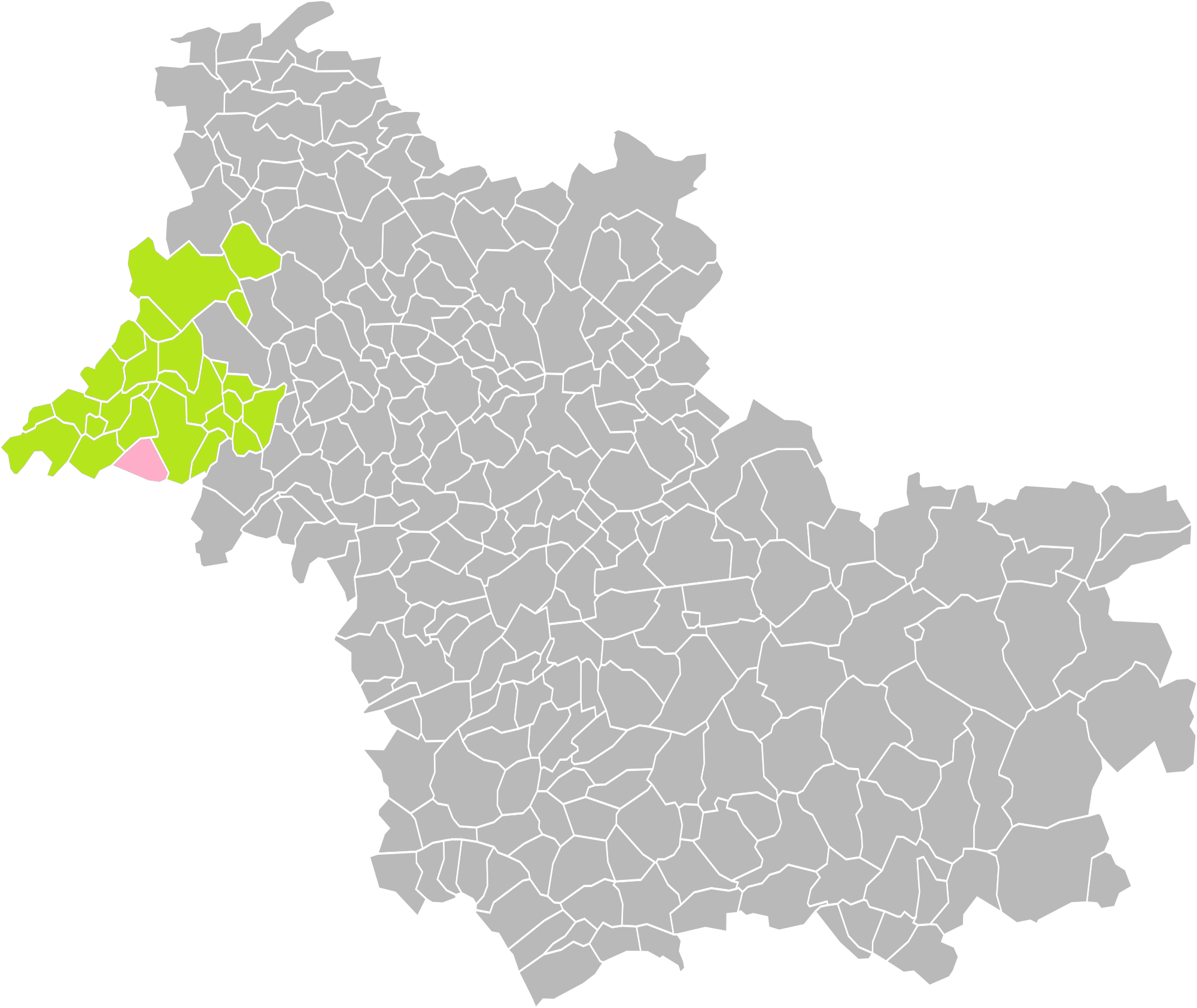
Les Hayes dans l'intercommunalité en 2016.
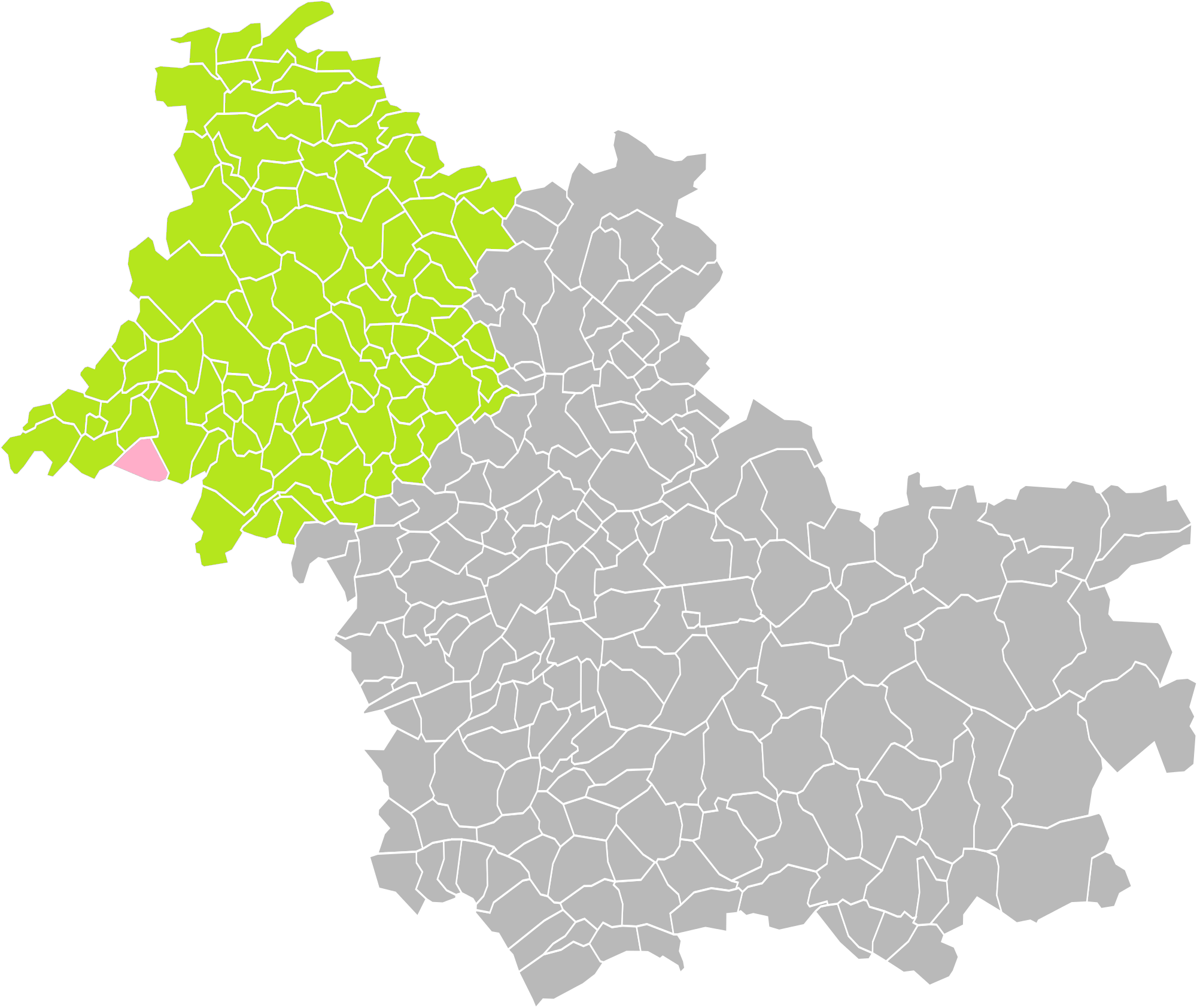
Les Hayes dans l'arrondissement de Vendôme en 2016.
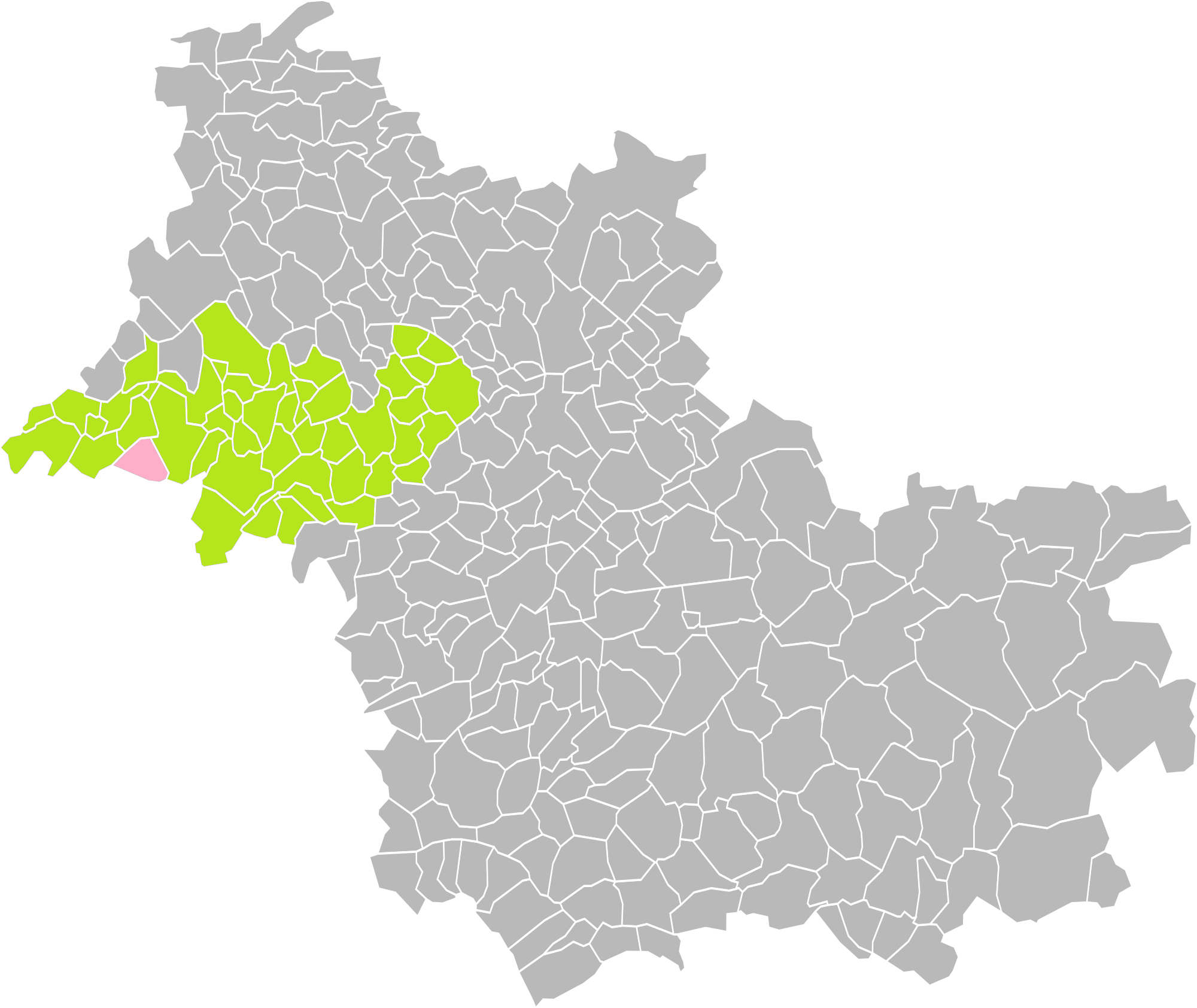
Les Hayes dans le canton de Montoire-sur-le-Loir en 2016.

### Politique et administration municipale

#### Conseil municipal et maire
Le conseil municipal des Hayes, commune de moins de 1 000 habitants, est élu au scrutin majoritaire plurinominal avec listes ouvertes et panachage. Compte tenu de la population communale, le nombre de sièges au conseil municipal est de 11. Le maire, à la fois agent de l'État et exécutif de la commune en tant que collectivité territoriale, est élu par le conseil municipal au scrutin secret lors de la première réunion du conseil suivant les élections municipales, pour un mandat de six ans, c'est-à-dire pour la durée du mandat du conseil.

## Population et société

### Démographie

#### Évolution démographique
L'évolution du nombre d'habitants est connue à travers les recensements de la population effectués dans la commune depuis 1793. Pour les communes de moins de 10 000 habitants, une enquête de recensement portant sur toute la population est réalisée tous les cinq ans, les populations de référence des années intermédiaires étant quant à elles estimées par interpolation ou extrapolation. Pour la commune, le premier recensement exhaustif entrant dans le cadre du nouveau dispositif a été réalisé en 2004.

En 2022, la commune comptait 172 habitants, en évolution de −3,91 % par rapport à 2016 (Loir-et-Cher : −1,15 %, France hors Mayotte : +2,11 %).
| 1793 | 1800 | 1806 | 1821 | 1831 | 1836 | 1841 | 1846 | 1851 |
| ---- | ---- | ---- | ---- | ---- | ---- | ---- | ---- | ---- |
| 485  | 441  | 624  | 601  | 479  | 509  | 508  | 472  | 486  |

| 1856 | 1861 | 1866 | 1872 | 1876 | 1881 | 1886 | 1891 | 1896 |
| ---- | ---- | ---- | ---- | ---- | ---- | ---- | ---- | ---- |
| 469  | 466  | 438  | 438  | 447  | 466  | 499  | 489  | 456  |

| 1901 | 1906 | 1911 | 1921 | 1926 | 1931 | 1936 | 1946 | 1954 |
| ---- | ---- | ---- | ---- | ---- | ---- | ---- | ---- | ---- |
| 471  | 519  | 522  | 456  | 424  | 415  | 383  | 368  | 352  |

| 1962 | 1968 | 1975 | 1982 | 1990 | 1999 | 2004 | 2006 | 2009 |
| ---- | ---- | ---- | ---- | ---- | ---- | ---- | ---- | ---- |
| 322  | 280  | 245  | 188  | 169  | 169  | 179  | 179  | 201  |

| 2014 | 2019 | 2022 | - | - | - | - | - | - |
| ---- | ---- | ---- | - | - | - | - | - | - |
| 184  | 170  | 172  | - | - | - | - | - | - |

#### Pyramide des âges
La population de la commune est relativement âgée.
En 2018, le taux de personnes d'un âge inférieur à 30 ans s'élève à 27,6 %, soit en dessous de la moyenne départementale (31,3 %). À l'inverse, le taux de personnes d'âge supérieur à 60 ans est de 35,3 % la même année, alors qu'il est de 31,6 % au niveau départemental.
En 2018, la commune comptait 95 hommes pour 78 femmes, soit un taux de 54,91 % d'hommes, largement supérieur au taux départemental (48,55 %).
Les pyramides des âges de la commune et du département s'établissent comme suit.
| Hommes | Classe d’âge | Femmes |
| ------ | ------------ | ------ |
| 3,2    | 90 ou +      | 1,3    |
| 8,6    | 75-89 ans    | 7,8    |
| 26,9   | 60-74 ans    | 22,1   |
| 17,2   | 45-59 ans    | 28,6   |
| 14,0   | 30-44 ans    | 15,6   |
| 17,2   | 15-29 ans    | 10,4   |
| 12,9   | 0-14 ans     | 14,3   |

| Hommes | Classe d’âge | Femmes |
| ------ | ------------ | ------ |
| 1,1    | 90 ou +      | 2,6    |
| 9,2    | 75-89 ans    | 11,9   |
| 19,7   | 60-74 ans    | 20,4   |
| 20,7   | 45-59 ans    | 20     |
| 16,5   | 30-44 ans    | 16,2   |
| 15,2   | 15-29 ans    | 13,2   |
| 17,6   | 0-14 ans     | 15,7   |

## Économie

### Secteurs d'activité
Le tableau ci-dessous détaille le nombre d'entreprises implantées aux Hayes selon leur secteur d'activité et le nombre de leurs salariés :
|                                                              | total | % com (% dep) | 0 salarié | 1 à 9 salarié(s) | 10 à 19 salariés | 20 à 49 salariés | 50 salariés ou plus |
| ------------------------------------------------------------ | ----- | ------------- | --------- | ---------------- | ---------------- | ---------------- | ------------------- |
| Ensemble                                                     | 25    | 100,0 (100)   | 17        | 8                | 0                | 0                | 0                   |
| Agriculture, sylviculture et pêche                           | 10    | 40,0 (11,8)   | 9         | 1                | 0                | 0                | 0                   |
| Industrie                                                    | 2     | 8,0 (6,5)     | 2         | 0                | 0                | 0                | 0                   |
| Construction                                                 | 2     | 8,0 (10,3)    | 0         | 2                | 0                | 0                | 0                   |
| Commerce, transports, services divers                        | 8     | 32,0 (57,9)   | 5         | 3                | 0                | 0                | 0                   |
| dont commerce et réparation automobile                       | 0     | 0,0 (17,5)    | 0         | 0                | 0                | 0                | 0                   |
| Administration publique, enseignement, santé, action sociale | 3     | 12,0 (13,5)   | 1         | 2                | 0                | 0                | 0                   |
| Champ : ensemble des activités.                              |       |               |           |                  |                  |                  |                     |

Le secteur agricole est important puisqu'il représente 40 % du nombre d'entreprises de la commune (10 sur 25), contre 11,8 % au niveau départemental. 
Sur les 25 entreprises implantées aux Hayes en 2016, 17 ne font appel à aucun salarié et 8 comptent 1 à 9 salariés.
Au 1er juillet 2017, la commune est classée en zone de revitalisation rurale (ZRR), un dispositif visant à aider le développement des territoires ruraux principalement à travers des mesures fiscales et sociales. Des mesures spécifiques en faveur du développement économique s'y appliquent également.

### Agriculture
En 2010, l'orientation technico-économique de l'agriculture sur la commune est la polyculture et le polyélevage. Le département a perdu près d'un quart de ses exploitations en 10 ans, entre 2000 et 2010 (c'est le département de la région Centre-Val de Loire qui en compte le moins). Cette tendance se retrouve également au niveau de la commune où le nombre d'exploitations est passé de 26 en 1988 à 14 en 2000 puis à 12 en 2010. Parallèlement, la taille de ces exploitations augmente, passant de 49 ha en 1988 à 105 ha en 2010. 
Le tableau ci-dessous présente les principales caractéristiques des exploitations agricoles des Hayes, observées sur une période de 22 ans : 
|                                      | 1988                 | 2000                 | 2010                 |
| Dimension économique                 | Dimension économique | Dimension économique | Dimension économique |
| ------------------------------------ | -------------------- | -------------------- | -------------------- |
| Nombre d'exploitations (u)           | 26                   | 14                   | 12                   |
| Travail (UTA)                        | 37                   | 23                   | 21                   |
| Surface agricole utilisée (ha)       | 1 280                | 1 245                | 1 259                |
| Cultures                             |                      |                      |                      |
| Terres labourables (ha)              | 1 148                | 1 164                | 1 200                |
| Céréales (ha)                        | 738                  | 652                  | 661                  |
| dont blé tendre (ha)                 | 424                  | 489                  | 458                  |
| dont maïs-grain et maïs-semence (ha) | 179                  | 29                   | s                    |
| Tournesol (ha)                       | 159                  | 58                   | s                    |
| Colza et navette (ha)                | 67                   | 195                  | 240                  |
| Élevage                              |                      |                      |                      |
| Cheptel (UGBTA)                      | 665                  | 725                  | 555                  |

## Culture locale et patrimoine

### Lieux et monuments

#### Le château de Drouilly
Le château dans sa forme actuelle fut reconstruit par François du Bellay au début du XVIIe siècle. Des précédentes constructions, il ne reste que deux pavillons et deux tours (pigeonniers) du XVIe siècle. Il a été endommagé au XIXe siècle par un incendie. Une toiture plus basse qu'à l'origine fut reconstruite.
En 1930 il est vendu à la famille Bergeron. Puis le prince Jean Caracciolo le racheta dans les années 60 et fit de nombreux travaux de restauration et en particulier la toiture retrouva sa hauteur d'origine.
Depuis 1974 il appartient à une famille américaine, les Wetherill qui ont poursuivi la restauration.
Ce château ne se visite pas.

#### Église Saint Léonard
C'était initialement la chapelle du château de Drouilly. Elle est du XIIe siècle. Elle est formée d'une nef et d'un chœur hémicirculaire, l'abside possédant une voûte d'ogive de style gothique. Une chapelle fut ajoutée au XVe siècle. Elle a été restaurée au XIXe siècle. Elle est couverte de deux travées de voûte d'ogive à clés armoriées. Ce sont les armoiries de la famille de Perrine Le Cornu Dame des Hayes vers 1500.
Le clocher porche date de 1728, la cloche de 1844 et la flèche du XIXe siècle.
Le bénitier avec l'inscription "Requiescant in pace" (Qu'ils reposent en paix) est du XVe siècle. À l'extérieur près de la porte s'élève une croix de cimetière du XVIe siècle.
Ronsard qui résidait à proximité au prieuré de Croixval fréquenta cette église. Il apposa sa signature dans le registre paroissial à l'occasion d'un baptême le 14 août 1575.
Le cimetière attenant à l'église a été déplacé au début du XXe siècle.

#### Chapelle Notre-Dame de Lorette ou Sainte Lorette
Elle fut la première église de la paroisse.
Elle est mentionnée en 1227 quand Geoffroy des Hayes céda le patronage de la cure des Hayes à l'abbaye de l'Étoile. Cette chapelle tomba progressivement en ruine. Elle fut réédifiée en 1726 par le prieur curé Nicolas Hautbois. Puis elle fut de nouveau restaurée au XIXe siècle.

#### Les anciens fiefs
Les Hayes étaient morcelés en de nombreux fiefs devenus aujourd'hui de simples hameaux
La Roche-Perdriel ou Roche Perdreau: Ce fief aurait été possédé par Ulrich Perdriel dès 1065. Par la suite il fut en possession de l'Abbaye de l'Étoile. De ce fief dépendait un moulin sur la Cendrine probablement au Pont du Biquet. La chapelle Sainte Lorette était rattachée à ce fief. Aujourd'hui il, ne reste qu'un hameau nommé La Roche.
L'Habit: En 1399 Odet de Saint Martin rendait aveu pour le fief de Labit. Par la suite il fut probablement rattaché à la seigneurie des Hayes.
Gâtines: Le fief de Gâtine appelé aussi Fort de Gâtines ou La Cour de Gâtines appartenait vers 1400 à Jean de Vendôme, il fut ensuite rattaché à la seigneurie des Hayes. La présence de douves imposantes laisse penser qu'il devait y avoir une forteresse ou construction importante. Les douves étaient alimentées en eau par les deux étangs à proximité. On trouve des scories de verre témoignant de la présence de verriers à Gâtines.
La Pierre: Situé près de la Cendrine, on y trouve une ancienne carrière qui servait de champignonnière au XXe siècle.
La Haute Berdière: Situé à proximité de la chapelle Sainte Lorette il y avait un manoir entouré de douves profondes.
Le Charmeteau: Ce fief appartenait au XVIe siècle à François Tergat seigneur du Charmeteau puis aux Bueil et Pierre de Coningham
La Touche: Ancien fief relevant de Montoire et de l'abbaye Saint-Georges.
La Boissière: Ancien fief relevant de Lavardin.

#### Autres lieux
La Fontaine Saint-Germain: Située près de la Cendrine, l'eau de cette fontaine guérissait, parait-il de la colique. Autrefois on venait de loin pour prier Saint Germain et profiter des bienfaits de cette eau.
Le bois de Gâtines: De l'immense massif forestier, il ne reste plus aujourd'hui que de modestes bois ou forêt éparpillés aux alentours des Hayes. Les premiers défrichements furent entrepris par Aldric au IXe siècle, abandonnés après le passage dévastateur des bretons et normands. Ils reprirent intensément aux XIe et XIIe siècles. Ils se poursuivirent les siècles suivants, Ronsard s'en émut dans son poème "Contre les bûcherons de la forest de Gastines"
Le Gouffre: Une des sources de la Cendrine se trouve en ce lieu. Un lavoir y a été aménagé vers 1900.

### Héraldique et blason
|  | Les armoiries des Haies se blasonnent ainsi : Fascé contre-fascé d'argent et de sinople, à la bande fuselée de gueules brochant sur le tout. Création J.P. Fernon (1991). |

## Personnalités liées à la commune
- Aldric (800-856): évêque du Mans de 832 à 856. Il fit défricher le premier domaine agricole aux Hayes.
- Pierre de Ronsard (1524-1585): il reçut de Charles IX le prieuré voisin de Croixval. La Cendrine, la Fontaine Saint-Germain et la forêt de Gâtines furent des sources d'inspiration.
- Claude du Bellay (1602-1692): Gouverneur de Vendôme. Il reçut de César de Vendôme la seigneurie des Hayes et de Ternay.
- François du Bellay (1642-1712): Gouverneur de Vendôme, lieutenant des maréchaux de France. C'est à sa demande que le château des Hayes porta le nom de Drouilly.
- Pierre Baltazar, dit P. B. Fournier (1802-1870), président de la Société protectrice des animaux et de la Société libre des beaux-arts de Paris.
- Roger Moyer (1911-2013): Maire des Hayes de 1947 à 1985[58].
- Gilbert Arnoult (1920-2015): né aux Hayes. il a coécrit un livre racontant sa vie dont son enfance aux Hayes[59].